# Яковлевский сельсовет (Загорский район)
Яковлевский сельсовет — упразднённая административно-территориальная единица, существовавшая на территории Московской губернии и Московской области до 1939 года.
Гагинский сельсовет возник в первые годы советской власти. По данным 1922 года он входил в состав Рогачёвской волости Сергиевского уезда Московской губернии.
В 1927 году Гагинский с/с был переименован в Яковлевский сельсовет.
По данным 1926 года в состав сельсовета входили 3 населённых пункта — Гагино, Шеино и Яковлево, а также 1 больница.
В 1929 году Яковлевский с/с был отнесён к Сергиевскому (с 1930 — Загорскому) району Московского округа Московской области.
17 июля 1939 года Яковлевский с/с был упразднён. При этом все его населённые пункты (Яковлево, Гагино, Бобырево, Каравайково, Никульское, Путятино и Шеино) вошли в состав Дивовского с/с.